# صدای قلب تو

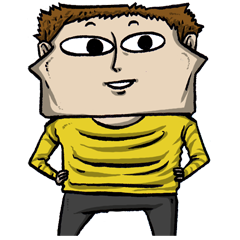
جو سوک در آرت‌استایل خودش

صدای قلب تو (کره‌ای: 마음의 소리) یک مجموعهٔ وب‌تون کره جنوبی به نویسندگی و تصویرگری جو سوک است. این وب‌تون اولین بار در ناور وب‌تون در سال ۲۰۰۶ منتشرشد. در سال ۲۰۰۷، اولین نسخهٔ چاپی منتشر شد و در سال ۲۰۱۵، این وب‌تون در یک مجموعهٔ تلویزیونی با همین نام اقتباس شد. این وب‌تون در ژوئیه ۲۰۲۰ کامل شد.

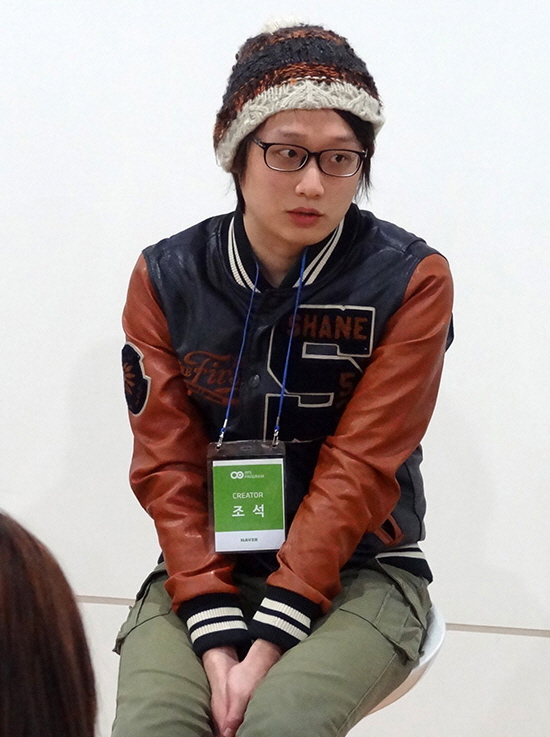
نویسنده جو سوک